# Fútbol Club Cajamarca
El Fútbol Club Cajamarca es un club de fútbol peruano, que juega en la ciudad de Cajamarca, en el departamento homónimo. Fue fundado en 2023 y desde 2025 juega en la Liga 2, la segunda categoría del fútbol nacional.

## Historia

### 2023: Fundación e inicios
Fue fundado el 5 de enero de 2023 en la ciudad de Cajamarca.
Aquel mismo año lograron la clasificación a la Etapa Nacional de la Copa Perú 2023 como subcampeón departamental, esto debido a que el entonces clasificado ADA de Cajabamba fuera descalificado de la competición por una mala inscripción de su jugador. No obstante al equipo cajamarquino no le fue bien y quedó eliminado tras culminar en la 46ª posición de la fase regular, sin cosechar ninguna victoria.

### 2024: Subcampeón de Copa Perú y ascenso a Liga 2
El equipo cajamarquino clasificó a la Etapa Nacional de la Copa Perú 2024 tras obtener el título de campeón departamental. En esta instancia, avanzó a la siguiente fase al posicionarse en el tercer lugar de su grupo.
En los dieciseisavos de final, se enfrentó al Dolce Bretaña FC de Loreto, al cual superó con un marcador global de 3-1. Posteriormente, en octavos de final, se enfrentó al Cultural Volante, también representante de Cajamarca. Aunque perdió el partido de ida por 3-1, logró remontar en el partido de vuelta con una victoria por 3-0, obteniendo un marcador global de 4-3 y asegurando su clasificación a la siguiente fase, así como su ascenso a la Liga 3.
En cuartos de final, donde los encuentros se disputaron a partido único en Lima, se enfrentó a Juventus FC de Huamachuco. Tras un empate 2-2 en tiempo suplementario, el equipo cajamarquino se impuso 3-2 en la tanda de penales, asegurando su pase a las semifinales.
En semifinales, enfrentó al Nacional FBC de Mollendo. El encuentro fue disputado: Nacional comenzó ganando 0-2, pero el cuadro cajamarquino remontó a 3-2. Finalmente, Nacional empató 3-3, llevando el partido nuevamente a los penales. En esta instancia, el equipo de Cajamarca ganó 3-2, logrando en su corto tiempo de existencia su ascenso a la Liga 2 y clasificándose asimismo a la final del torneo.
En la final, su rival fue el Bentín Tacna Heroica. Jossimar Serrato adelantó al equipo cajamarquino, pero una expulsión de Jordan Alaya y el posterior empate del cuadro tacneño en los minutos finales llevaron el partido a definirse por penales. En esta instancia, el equipo de Cajamarca cayó por 3-4, quedando subcampeón del torneo.

## Estadio

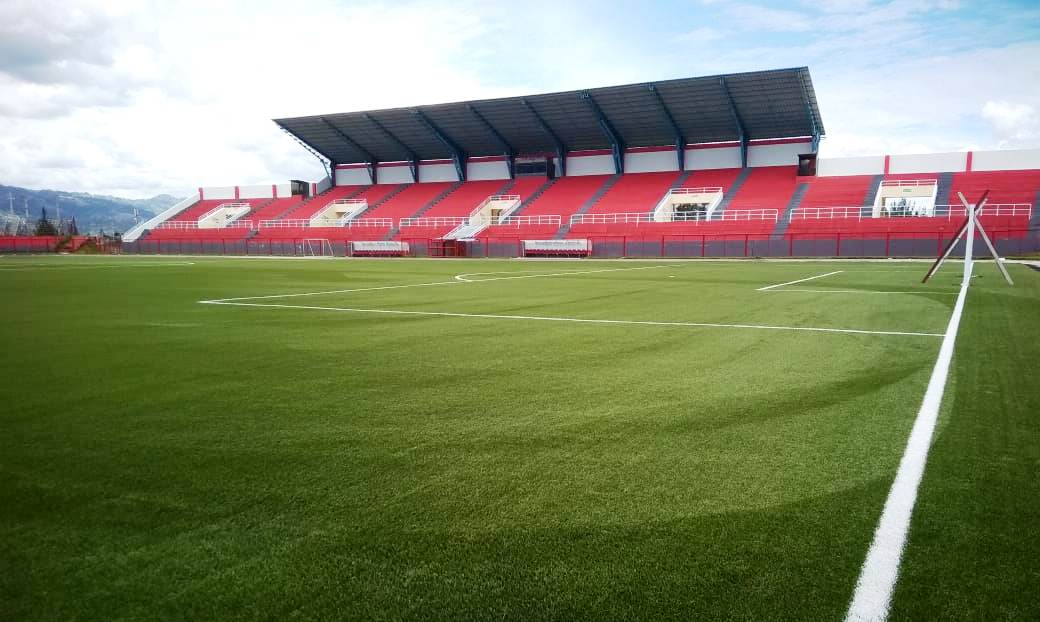
Estadio Héroes de San Ramón.

FC Cajamarca juega sus partidos de local en el Estadio Héroes de San Ramón, ubicado en la ciudad de Cajamarca, en la zona de los andes del norte. Es propiedad del Instituto Peruano del Deporte en apoyo al departamento de Cajamarca. Fue construido en el año 1942 y actualmente tiene una capacidad para 18 000 espectadores.

## Palmarés

### Torneos nacionales
| Competición nacional | Títulos | Subcampeonatos |
| -------------------- | ------- | -------------- |
| Copa Perú (0/1)      |         | 2024.          |

### Torneos regionales
| Competición regional                  | Títulos     | Subcampeonatos |
| ------------------------------------- | ----------- | -------------- |
| Liga Departamental de Cajamarca (1/1) | 2024.       | 2023.          |
| Liga Provincial de Cajamarca (2/0)    | 2023, 2024. |                |
| Liga Distrital de Cajamarca (2/0)     | 2023, 2024. |                |